# NSWRL 1908
Die NSWRL 1908 war die erste Saison der New South Wales Rugby League Premiership, der ersten australischen Rugby-League-Meisterschaft. An der ersten Saison nahmen acht Mannschaften teil, von denen sieben aus Sydney kamen. Diese werden als „foundation clubs“ bezeichnet. In der zweiten Runde kam eine neunte Mannschaft dazu, sie schied allerdings nach Ende der Saison wieder aus und nahm 1909 nicht mehr an der NSWRL teil. Den ersten Platz nach Ende der regulären Saison belegten die South Sydney Rabbitohs, die im Finale 14:12 gegen die Eastern Suburbs gewannen.

## Entstehung und Erfolg
Im Jahr 1906 stiegen die Zuschauerzahlen bei Rugby-League-Spielen sehr stark an. Der Grund dafür war Dally Messenger, ein sehr talentierter Spieler. Dieser erklärte sich im Jahr 1907 dazu bereit, in einem von der New South Wales Rugby Football League organisierten, professionellen Wettbewerb mitzuspielen. Seine Popularität sollte es schließlich auch sein, die dafür sorgte, dass der neue Wettbewerb langfristig ein Erfolg werden würde.
Die Saison begann am 20. April 1908 mit zwei Spielen, eines im Wentworth Park und eines im Birchgrove Oval. Sie sollte ein finanzielles Desaster werden, da es abgesehen von Dally Messenger kaum Stars gab. Hinzu kamen Probleme mit den Schiedsrichtern und dass in der Presse kaum über den neuen Wettbewerb berichtet wurde. Viele der Spieler waren außerdem von Rugby Union zu Rugby League gewechselt, wodurch es ihnen nicht erlaubt war, den Sydney Cricket Ground zu betreten, da dieser damals Eigentum der New South Wales Rugby Union war.

## Tabelle
Siehe NSWRL 1908/Ergebnisse für eine vollständige Liste aller Ergebnisse der regulären Saison.
|     | Team                    | Spiele | Siege | Unent. | Ndlg. | Spiel- punkte | Diff. | Tabellen- punkte |
| --- | ----------------------- | ------ | ----- | ------ | ----- | ------------- | ----- | ---------------- |
| 01. | South Sydney Rabbitohs  | 9      | 8     | 0      | 1     | 194:53        | + 141 | 18               |
| 02. | Eastern Suburbs         | 9      | 8     | 0      | 1     | 183:90        | + 93  | 18               |
| 03. | Glebe                   | 9      | 7     | 0      | 2     | 106:63        | + 43  | 16               |
| 04. | North Sydney Bears      | 9      | 6     | 0      | 3     | 155:66        | + 89  | 14               |
| 05. | Newcastle Rebels        | 9      | 4     | 0      | 5     | 151:116       | + 35  | 10               |
| 06. | Balmain Tigers          | 9      | 3     | 1      | 5     | 86:113        | - 27  | 9                |
| 07. | Newtown Jets            | 9      | 1     | 1      | 7     | 70:148        | - 78  | 5                |
| 08. | Western Suburbs Magpies | 9      | 1     | 0      | 8     | 47:190        | - 143 | 4                |
| 09. | Cumberland              | 9      | 1     | 0      | 7     | 38:191        | - 153 | 4                |

- Da in dieser Saison jedes Team ein Freilos hatte, wurden nach der Saison nur normalen Punktezahl noch 2 Punkte dazugezählt.

## Tabellenverlauf
Unterstrichene Zahlen kennzeichnen ein Freilos.
|                         | 1 | 2  | 3 | 4 | 5  | 6  | 7  | 8  | 9  | 10 |
| ----------------------- | - | -- | - | - | -- | -- | -- | -- | -- | -- |
| South Sydney Rabbitohs  | 2 | *6 | 6 | 6 | 8  | 10 | 12 | 14 | 16 | 18 |
| Eastern Suburbs RLFC    | 2 | 4  | 6 | 8 | 10 | 12 | 14 | 14 | 16 | 18 |
| Glebe                   | 2 | 4  | 6 | 8 | 10 | 10 | 12 | 14 | 16 | 16 |
| North Sydney Bears      | 0 | 2  | 4 | 4 | 6  | 6  | 8  | 10 | 12 | 14 |
| Newcastle Rebels        | 0 | 2  | 4 | 6 | 6  | 8  | 8  | 10 | 10 | 10 |
| Balmain Tigers          | 2 | 2  | 3 | 3 | 5  | 7  | 7  | 7  | 7  | 9  |
| Newtown Jets            | 0 | 0  | 1 | 3 | 3  | 3  | 5  | 5  | 5  | 5  |
| Cumberland              | - | 0  | 0 | 0 | 0  | 0  | 0  | 2  | 2  | 4  |
| Western Suburbs Magpies | 0 | 0  | 0 | 0 | 0  | 2  | 2  | 2  | 4  | 4  |

- Da Cumberland erst in der zweiten Runde einstieg, absolvierten die Rabbitohs in Runde 2 zwei Spiele. Dafür wurde ihr Freilos in Runde 2 nicht gewertet.

## Playoffs
|  | Halbfinale | Halbfinale      | Halbfinale |  |  | Finale | Finale          | Finale |
|  |            |                 |            |  |  |        |                 |        |
|  |            |                 |            |  |  |        |                 |        |
|  | 2          | Eastern Suburbs | 23         |  |  |        |                 |        |
|  | 4          | North Sydney    | 10         |  |  |        |                 |        |
|  |            |                 |            |  |  | 2      | Eastern Suburbs | 12     |
|  |            |                 |            |  |  | 1      | South Sydney    | 14     |
|  | 1          | South Sydney    | 16         |  |  |        |                 |        |
|  | 3          | Glebe           | 3          |  |  |        |                 |        |
|  |            |                 |            |  |  |        |                 |        |

### Halbfinale
| 15. August 15:15 | Eastern Suburbs | 23 : 10 | North Sydney Bears | Royal Agricultural Society Showground, Sydney Zuschauer: 400 Schiedsrichter: Charlie Hutchison |
| 15. August 15:15 | (10:5) Bericht  |         |                    | Royal Agricultural Society Showground, Sydney Zuschauer: 400 Schiedsrichter: Charlie Hutchison |

| 15. August 15:15 | South Sydney Rabbitohs | 16 : 3 | Glebe | Wentworth Park, Sydney Zuschauer: 1.200 Schiedsrichter: Edward Hooper |
| 15. August 15:15 | (11:0) Bericht         |        |       | Wentworth Park, Sydney Zuschauer: 1.200 Schiedsrichter: Edward Hooper |

### Grand Final
| 29. August 15:15 | South Sydney Rabbitohs                                            | 14 : 12       | Eastern Suburbs                                                           | Royal Agricultural Society Showground, Sydney Zuschauer: 4.000 Schiedsrichter: Charlie Hutchison |
| 29. August 15:15 | Versuche: Butler, Conlin, Golden, Senior Erhöhungen: Conlin (1/4) | (8:7) Bericht | Versuche: Miller (2) Erhöhungen: Brackenreg (2/2) Dropgoals: McNamara (1) | Royal Agricultural Society Showground, Sydney Zuschauer: 4.000 Schiedsrichter: Charlie Hutchison |

| 1  | William Neill |
| 2  | Frank Storie  |
| 3  | F. Jarman     |
| 4  | Ed Fry        |
| 5  | Leo Senior    |
| 6  | Arthur Conlin |
| 7  | Jack Leveson  |
| 8  | Harry Butler  |
| 9  | J. Cochrane   |
| 10 | R. McCallum   |
| 11 | Dick Green    |
| 12 | Maxwell Coxon |
| 13 | Tom Golden    |

| 1  | Bill King          |
| 2  | W. Smith           |
| 3  | Percy McNamara     |
| 4  | David Brown        |
| 5  | Horrie Miller      |
| 6  | Harold Kelly       |
| 7  | Lou D'Alpuget      |
| 8  | Bob Mable          |
| 9  | Jersey Flegg       |
| 10 | Ted Briscoe        |
| 11 | Mick Frawley       |
| 12 | Herbert Brackenreg |
| 13 | Percy White        |

## Statistik
Meiste erzielte Versuche
|     | Name           | Versuche | Verein                 |
| --- | -------------- | -------- | ---------------------- |
| 1.  | Horrie Miller  | 15       | Eastern Suburbs        |
| 2.  | Dan Frawley    | 9        | Eastern Suburbs        |
| 3.  | William Bailey | 8        | Newcastle Rebels       |
| 3.  | Arthur Butler  | 8        | South Sydney Rabbitohs |
| 5.  | Tommy Anderson | 6        | South Sydney Rabbitohs |
| 5.  | William Cann   | 6        | South Sydney Rabbitohs |
| 5.  | Artie Coleman  | 6        | Newcastle Rebels       |
| 5.  | Dick Green     | 6        | South Sydney Rabbitohs |
| 5.  | Frank Storie   | 6        | South Sydney Rabbitohs |
| 10. | Bill McCarthy  | 5        | North Sydney Bears     |

Meiste erzielte Punkte
|     | Name               | Versuche | Erhöhungen/Straftritte | Drop Goals | Gesamt | Verein                 |
| --- | ------------------ | -------- | ---------------------- | ---------- | ------ | ---------------------- |
| 1.  | Horrie Miller      | 15       | 0                      | 1          | 47     | Eastern Suburbs        |
| 2.  | Arthur Butler      | 4        | 3                      | 0          | 46     | South Sydney Rabbitohs |
| 3.  | Herbert Brackenreg | 2        | 17                     | 0          | 40     | Eastern Suburbs        |
| 4.  | Stan Carpenter     | 2        | 15                     | 0          | 36     | Newcastle Rebels       |
| 5.  | Albert Conlon      | 1        | 15                     | 1          | 35     | Glebe                  |
| 6.  | Dick Green         | 6        | 8                      | 0          | 34     | South Sydney Rabbitohs |
| 7.  | Alf Latta          | 4        | 9                      | 1          | 32     | Balmain Tigers         |
| 7.  | Harry Glanville    | 2        | 13                     | 0          | 32     | North Sydney Bears     |
| 9.  | Dan Frawley        | 9        | 0                      | 0          | 27     | Eastern Suburbs        |
| 10. | John Scott         | 4        | 6                      | 1          | 26     | Newtown Jets           |

Schiedsrichter
| Name              | Anz. d. Spiele |
| ----------------- | -------------- |
| George Boss       | 03             |
| Tom Costello      | 05             |
| Fred Henlen       | 04             |
| Edward Hooper     | 011            |
| Charlie Hutchison | 08             |
| M. McDermott      | 01             |
| Tom McMahon Sr.   | 02             |
| George Seabrook   | 07             |
| Arthur Welch      | 02             |